# Prix d'Été (Nordamerika)
Prix d'Été är ett passgångslopp för 4-åriga varmblodiga passgångshästar som inledningsvis kördes på Blue Bonnets Raceway i Montréal.
Loppet var ett av Nordamerikas största lopp fram till 1992. 1993 års upplaga tvingades att ställas in på grund av en femmånaders strejk bland de aktiva. Loppet kördes inte igen förrän 2014, på Hippodrome 3R, som ett lopp för fyraåringar. Med en samlad prissumma på 500 000 dollar (2019) är loppet det mest penningstinna för fyraåriga passgångare.

## Historia
Loppet kördes första gången 1966, då under namnet Prix d'Automne, på den nu nedlagda banan Blue Bonnets Raceway i Montréal. Loppet kördes över distansen 1 mile (1 609 m)på en 5⁄8 mile (1 006 m) bana, och var öppet för fyraåriga och äldre passgångare. Loppet hade inledningsvis en samlad prissumma på 50 000 dollar, vilket gjorde det till dåtidens mest penningstinna lopp i kanadensisk historia. 1967 döptes loppet om till L'Amble du Centenaire till minne av Kanadas 100-årsjubileum, och var nu öppet för treåriga och äldre passgångare. 1968 fick loppet sitt nuvarande namn, Prix d'Été, och gjorde 1971 om till ett insatslopp för treåriga passgångare.

## Segrare
| År        | Häst              | Kusk                  | Tränare             | Tid    |
| --------- | ----------------- | --------------------- | ------------------- | ------ |
| 2016      | Rockin Ron        | Yannick Gingras       | Ron Burke           | 1:52.0 |
| 2015      | All Bets Off      | Matt Kakaley          | Ron Burke           | 1:50.3 |
| 2014      | Sunfire Blue Chip | Yannick Gingras       | Jimmy Takter        | 1:50.3 |
| 1993–2013 | Inga lopp kördes  | Inga lopp kördes      | Inga lopp kördes    | -      |
| 1992      | Direct Flight     | John Campbell         | Kelvin Harrison     | 1:52.1 |
| 1991      | Die Laughing      | Richard Silverman     | Jerry Silverman     | 1:51.2 |
| 1990      | Beach Towel       | Ray Remmen            | Larry Remmen        | 1:53.1 |
| 1989      | Goalie Jeff       | Mike Lachance         | Tom Artandi         | 1:52.1 |
| 1988      | Matt's Scooter    | Mike Lachance         | Harry J. Poulton    | 1:54.4 |
| 1987      | Frugal Gourmet    | Trevor Ritchie        | Blair Burgess       | 1:53.3 |
| 1986      | Armbro Emerson    | Walter Whelan         | Brian Burton        | 1:56.0 |
| 1985      | Falcon Seelster   | Tom Harmer            | Tom Harmer          | 1:53.2 |
| 1984      | Butler BG         | Ted Wing              | Camilla Stanfield   | 1:53.4 |
| 1983      | Ralph Hanover     | Ron Waples            | Stewart Firlotte    | 1:54.0 |
| 1982      | Cam Fella         | Pat Crowe             | Pat Crowe           | 1:55.1 |
| 1981      | Seahawk Hanover   | Ben Webster           | Samuel "Skip" Lewis | 1:55.3 |
| 1980      | Niatross          | Clint Galbraith       | Clint Galbraith     | 1:53.4 |
| 1979      | Hot Hitter        | Hervé Filion          | Louis Meittinis     | 1:54.0 |
| 1978      | Abercrombie       | Glen Garnsey          | Glen Garnsey        | 1:55.4 |
| 1977      | Governor Skipper  | John Chapman          | H. "Bucky" Norris   | 1:54.3 |
| 1976      | Precious Fella    | Gary Cameron          | Del Cameron         | 1:56.4 |
| 1975      | Albert's Star     | Keith Waples          | Keith Waples        | 1:58.0 |
| 1974      | Armbro Omaha      | Peter Haughton        | Billy Haughton      | 1:57.4 |
| 1973      | Armbro Nadir      | Nelson White          | Nelson White        | 1:56.1 |
| 1972      | Strike Out        | Keith Waples          | John Hayes          | 1:58.2 |
| 1971      | Albatross         | Stanley Dancer        | Stanley Dancer      | 1:57.2 |
| 1970      | Laverne Hanover   | George Sholty         | Billy Haughton      | 1:57.2 |
| 1969      | Inget lopp kördes | Inget lopp kördes     | Inget lopp kördes   | -      |
| 1968      | True Duane        | Norman "Chris" Boring | Leon Boring         | 1:58.0 |
| 1967      | Romulus Hanover   | Billy Haughton        | Billy Haughton      | 1:57.1 |
| 1966      | Bret Hanover      | Frank Ervin           | Frank Ervin         | 1:59.0 |